# Lucky is back! (then, so is love)
Lucky is back! (then, so is love) – album muzyczny amerykańskiego saksofonisty jazzowego Lucky’ego Thompsona nagrany wraz z pianistą Tommym Flanaganem i sekcją rytmiczną. Nagrań dokonano w 1965 w Jaysina Studios, 143 W. 51st St. w Nowym Jorku. Podczas sesji nagrano materiał muzyczny, z którego powstały dwa odrębne albumy (tym drugim był Kinfolks Corner). Monofoniczny 12" LP wydała w 1965 niezależna amerykańska wytwórnia Rivoli Records (LPR 40).
Utwory z tego albumu wykorzystane zostały na kompilacyjnym CD wydanym w 1992 przez hiszpańską firmę Fresh Sound Lucky Meets Tommy & Friends oraz na wydanym w 2007 przez Fresh Sound CD (będącym również kompilacją) Lucky is back! (then, so is love) – Featuring Tommy Flanagan.

## Muzycy
- Lucky Thompson – saksofon sopranowy (2, 4, 6, 9), saksofon tenorowy (1, 3, 8)
- Tommy Flanagan – fortepian, czelesta (3,6)
- Willie Ruff – kontrabas
- Walter Perkins – perkusja

## Lista utworów
Strona A
| 1. | "Love" (Hugh Martin, Ralph Blane)     | 5:13  |
|    |                                       |       |
| 2. | "Evil Eva" (Lucky Thompson)           | 4:45  |
|    |                                       |       |
| 3. | "Passionately Yours" (Lucky Thompson) | 5:19  |
|    |                                       |       |
| 4. | "Slow Dough" (Lucky Thompson)         | 5:00  |
|    |                                       |       |
|    |                                       | 20:17 |
|    |                                       |       |
Strona B
| 6. | "Willow Weep For Me" ((Ann Ronell))          | 7:37  |
|    |                                              |       |
| 8. | "On Tippy Top" (Lucky Thompson)              | 4:21  |
|    |                                              |       |
| 9. | "My Old Flame" (Sam Coslow, Arthur Johnston) | 6:26  |
|    |                                              |       |
|    |                                              | 18:24 |
|    |                                              |       |